# Овервен
Овервен (нидерл. Overveen) — город в Нидерландах, в Северной Голландии, в общине Блумендал.
К местным достопримечательностям относится построенный в 1956-57 годах дом по адресу Lonbar Petrilaan 28, занесённый в национальный список культурного наследия, а также имение Элсваут, принадлежавшее банкирскому дому Броски.